# Richard Pares

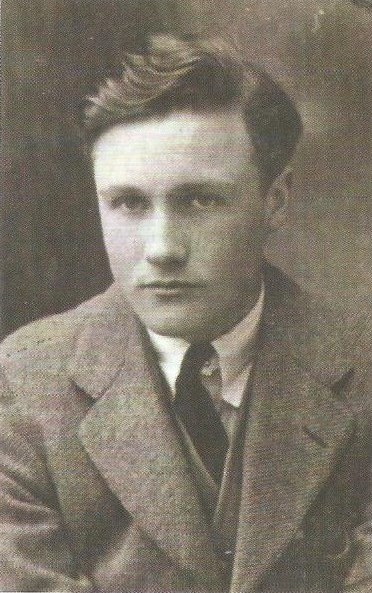
Richard Pares (1920er)

Richard Pares (* 25. August 1902; † 3. Mai 1958) war ein britischer Historiker.

## Leben
Er war der Sohn des Historikers Bernard Pares (1867–1949). Nach dem Besuch des Winchester College studierte er am Balliol College in Oxford (first-class degree in literae humaniores 1924). Anschließend wurde er Fellow am All Souls College in Oxford. 1926 begleitet er William Moir Calder auf einer Reise in Phrygien zum Studium griechischer Inschriften. 1927–28 war er Assistant lecturer am University College London. Anschließend forschte er mit einem Stipendium in den USA und in Westindien zum Handel im mittleren 18. Jahrhundert. Nach seiner Rückkehr wurde er Lecturer am New College, Oxford. 1945 wurde er Professor für Geschichte an der University of Edinburgh, wo er bis zu seinem Ruhestand 1954 lehrte.
Sein Hauptforschungsgebiet war die Geschichte Westindiens.
Er war Commander des Order of the British Empire und seit 1948 Fellow der British Academy.

## Veröffentlichungen (Auswahl)
- War and Trade in the West Indies, 1739–1763 (1936, 1963)
- Colonial Blockade and Neutral Rights, 1739–1763 (1938, 1975).
- A West-India Fortune (1950, 1968).
- King George III and the Politicians. Oxford University Press, Oxford 1953,
- Yankees and Creoles: the trade between North America and the West Indies before the American Revolution (1956)
- mit Alan J. P. Taylor (Hrsg.): Essays presented to Sir Lewis Namier. Macmillan London 1956.
- Limited Monarchy in Great Britain in the Eighteenth Century (1957, 1967)
- Merchants and planters (1960)
- The Historian's Business, and other essays, hrsg. von R. A. und Elisabeth Humphreys (1960).